# Логинов, Альберт Леонидович
Альберт Леонидович Логинов (род. 12 апреля 1970, Ижевск) — советский и российский хоккеист; тренер.

## Биография
Родился 12 апреля 1970 года в городе Ижевске Удмуртской АССР.
Воспитанник ижевской школы хоккея. Пришёл в детский спортивный клуб «Гвоздика» когда ему было 10 лет. Зимой играли в хоккей, летом — в футбол. Через 3-4 года тренер Игорь Николаевич Чубаров пригласил его в ДЮСШ «Ижсталь», но Логинов не сразу принял приглашение, ещё год отыграл за «Гвоздику». Потом на базе школы № 24 образован спецкласс, и с этого времени он занимался в ДЮСШ «Ижсталь». Амплуа защитника Альберту Логинову досталось — не сразу. Играя в «Гвоздике» был и вратарем. Служил в армии, играл за армейские команды. Принял присягу в Таманской дивизии под Москвой. Два года проиграл в Твери, на первом предсезонном турнире получил лучшего защитника. После службы в армии вернулся в Ижевск, но через год хоккейная команда прекратила существование, переехал в Омск в ХК «Авангард».
В составе «Авангарда» провел 6 сезонов. С омской командой стал бронзовым призёром МХЛ (1996 год) и бронзовым призёром Континентального кубка (1999 год). Также в своей карьере выступал за череповецкую «Северсталь», новосибирскую «Сибирь», тюменский «Газовик» и ижевскую «Ижсталь».
В 2006 году перешёл на тренерскую работу в «Ижсталь», где проработал 6 сезонов. Дважды исполнял обязанности главного тренера команды (в феврале 2011, и с ноября 2011 до конца сезона). С 2012 по 2015 год работал тренером в «Молоте-Прикамье» Пермь. Перед началом сезона 2015/16 стал тренером МХК «Челны», но проработал в этой должности лишь до 9 декабря.
9 декабря 2015 года назначен главным тренером «Зауралья» Курган. С командой финишировал на 11 месте в чемпионате, после чего команда в 1/8 финала уступила ангарскому «Ермаку» (счет в серии 1-4).
5 апреля 2016 года по окончании сезона Логинов покинул «Зауралье», а уже 9 апреля стало известно, что он занял место ассистента в тренерском штабе «Северстали» у Александра Гулявцева — бывшего главного тренера «Молота-Прикамье».
14 июня 2017 года вернулся в «Зауралье», но уже в качестве ассистента, в тренерский штаб Михаила Звягина.
После неожиданной отставки Звягина в конце сезона 2017/18, со 2 февраля 2018 года стал исполняющим обязанности главного тренера и дошел с командой до полуфинала Кубка Петрова, выбив из борьбы за кубок чеховскую «Звезду» (4-0 в серии) и ангарский «Ермак» (4-1), но проиграв «Динамо» СПб (0-4). 11 апреля 2018 года начал с «Зауралье» новый сезон в статусе главного тренера. 1 ноября 2019 года клуб и Логинов прекратили сотрудничество по обоюдному согласию.
14 ноября 2019 года назначен исполняющим обязанности главного тренера ХК «Металлург» Новокузнецк, со 2 декабря 2019 года — главный тренер команды. В мае 2020 года клуб не стал продлевать сотрудничество.
16 апреля 2024 года договорился о сотрудничестве с ХК «Дизель» Пенза, став главным тренером клуба. 23 ноября 2024 года решением руководства Пензенской команды уволен в связи с неудовлетворительным результатами.

## Статистика (главный тренер)
| Команда  | Турнир-сезон | Регулярный сезон | Регулярный сезон | Регулярный сезон | Регулярный сезон | Регулярный сезон | Регулярный сезон | Регулярный сезон | Регулярный сезон                   | Плей-офф | Плей-офф | Плей-офф              |
| Команда  | Турнир-сезон | И                | В                | ВО/ВБ            | Н                | ПО/ПБ            | П                | О                | Результат                          | В        | П        | Результат             |
| -------- | ------------ | ---------------- | ---------------- | ---------------- | ---------------- | ---------------- | ---------------- | ---------------- | ---------------------------------- | -------- | -------- | --------------------- |
| Ижсталь  | ВХЛ 2010-11  | 4                | 0                | 0                | —                | 0                | 4                | 0                | сняты обязанности главного тренера | —        | —        | —                     |
| Ижсталь  | ВХЛ 2011-12  | 26               | 12               | 0                | —                | 3                | 19               | 39               | не попали в плей-офф               | —        | —        | —                     |
| Зауралье | ВХЛ 2015-16  | 20               | 10               | 2                | —                | 2                | 6                | 36               | 11-е место                         | 1        | 4        | уступили в 1/8 финала |
| Зауралье | ВХЛ 2017-18  | 5                | 1                | 1                | —                | 0                | 3                | 5                | 5-е место                          | 8        | 5        | уступили в 1/2 финала |
| Зауралье | ВХЛ 2018-19  | 56               | 23               | 9                | —                | 11               | 13               | 75               | 8-е место                          | 5        | 5        | уступили в 1/4 финала |